# Патак Дача
Патак Дача (енгл. Daffy Duck) је анимирани лик из цртаних филмова компаније Ворнер брадерс. Дача је био први од нове врсте ликова који су изронили током тридесетих година.
Дача је такође један од цртаних ликова кога је најтеже дефинисати. Скоро сваки аниматор студија Ворнера броса је додао нешто своје овом необичном патку; он је у једном цртаћу сулуди злоћа, док је у другом похлепни трагач за славом и богатством. Боб Клампет и Чак Џоунс су поготово користили две потпуно различите верзије Патка Даче.

## Порекло
Патак Дача се први пут појавио 17. априла 1937. у Гицином Великом Лову, којег је режирао Текс Ејвери. Овај цртаћ је уобичајени ловац/ловина пар по којима је студио познат, али је Дача у њему представљао нешто ново: способни и борбени антагониста, потпуно неспутан. Када је публика напустила биоскопе, нису могли да престану да причају о (како је то Гица Прасић рекао) „том лудом патку."
Рани Патак Дача није био привлачно створење: он је кратак и здепаст, са здепастим ногама и кљуном. Његов глас (који му је позајмљивао Мел Бланк, а који је обликован по гласу продуцента Леона Шлезингера) ће бити једина особина која ће остати са њим.

## Клампетов Дача
Аниматор Боб Клампет је одмах зграбио патка и убацио га у низ цртаћа током тридесетих и четрдесетих. Клампетов Дача је весели лудак, који непрестано скакуће око екрана са узвицима „Ху-ху! Ху-ху!". Клампет га је такође и редизајнирао, учинивши га вишим и тањим, и заокругљујући његов кљун и стопала.

## Макимсонов Дача
Током раних четрдесетих, редитељ Роберт Макимсон је помало укротио Дачу, поново га обликујући: округлијег и мање еластичног. Студио је такође обдарио Дачу са мало Душковог здравог разума, чинећи га вештим на речима као и у ћакнутости. У ово доба је Дача такође уортачен са Гицом Прасићем: патков противник је био сада његов поуздани пријатељ. Дача је такође глумио у неколико цртаћа са ратном тематиком током Другог светског рата. Дача увек остаје веран својој неспутаној природи, чак иако то значи избегавање служења војске у „Регруту Дачи“ (1945) и борбу са нацистичком козом чија је намера ждерање Дачиног старог гвожђа у "Scrap Happy Daffy" (1943).

## Џонсов Дача
Како је Душко Дугоушко заменио Патка Дачу на месту омиљеног лика Ворнера броса, редитељи су налазили велике послове за Дачу. Неколико цртаћа га је сместило у цртаће-пародије на популарне филмове и радио серијале. На пример, "Dripalong Daffy" (издат 1951. и назван по популарном лику Хопалонг Касидију) убацује Дачу у вестерн, док "Дача Робин Худ" (1958) смешта нашег патка у одећу легендарног одметника. У "Дачи Недостижном у 23. и по веку" (1953) Дача се бори са Марвином Марсовцем око власништва над Планетом Икс.
Душков успон у звезде је такође захтевао од Ворнерових аниматора да употребе Дачу као зечевог супарника, веома љубоморног и намереног да украде славу. Чак Џонс је онај који је најуспешније искористио ту идеју. Џонс је поново редизајнирао патка, чинећи га чвршћим као лика. У чувеној Џонсовој „Ловачкој трилогији“ коју чине "Rabbit Fire", "Rabbit Seasoning", и "Duck! Rabbit! Duck!" (1951-1953) Дачина таштина и узбуђеност омогућују Душку да збуни неспретног Елмера у непрестано одстрељивање кљуна сиротог патка. Џонсов Дача види себе као оног ко се труди да опстане, никако себичног. Додуше, овај Дача ипак не може урадити ништа што му се неће вратити, оштећујући му репна пера и достојанство.
Заправо, у цртаћима Чака Џонса је овај нови, самоокренути Дача постао потпуно реализован. Многи критичари сматрају да је Џонсов метафикционални "Duck Amuck" (1953) најбољи Дачин (и Џонсов) цртаћ. У њему, Дачу малтретира боголики аниматор чије злобне четкице мењају позадину, звук, па чак и самог Дачу. Када Дача на крају цртаћа, на ивици нерава, тражи да му се каже ко је одговоран, камера зумира уназад да открије Душка Дугоушка за аниматорским столом. "Duck Amuck" је широко признат као класик у снимању филмова због личности главног јунака која је потпуно независна од појаве, околине, звука и заплета. 1999. године овај цртаћ је изабран за очување у Националном Филмском Регистру Сједињених Држава.
Фриц Фрилинг ће касније искористити постојећи ривалитет Даче и Душка у неким својим цртаћима.

## Дача у шездесетим
Након што се Ворнер бросов студио за анимацију поново отворио шездесетих, Дача је постао прави зликовац у неколико цртаћа са Брзим Гонзалесом. Ворнер бросов студио је улазио у свој сумрак, и чак је Дача морао постати другачији. Неки љубитељи сматрају да су ови цртаћи контроверзни, јер је Патак Дача у њима отворено зао.

## Патак Дача данас
Дача наставља да живи кроз повремене камее и каснијим цртанима, као нпр. његов клавирски двобој са Пајом Патком у "Ко је сместио Зеки Роџеру?" (1988). Дача је такође имао битне улоге у филмовима "Свемирски баскет" (1996) и "Шашава дружина: Поново у акцији" (2003). Исте те године, Ворнер брадерс га је одредио као протагонисту сасвим нове серије „Дача Неустрашиви“ ("Duck Dodgers"), коју неки критичари виде као повратак данима старе славе за овог патка. Дача је такође глумио и у неколико цртаних издатих специјално за Интернет који могу бити погледани на .